# Bourbriac
Bourbriac är en kommun i departementet Côtes-d'Armor i regionen Bretagne i nordvästra Frankrike. Kommunen ligger i kantonen Bourbriac som tillhör arrondissementet Guingamp. År 2022 hade Bourbriac 2 126 invånare.

## Befolkningsutveckling
Antalet invånare i kommunen Bourbriac
Referens:INSEE